# The Gestapo's Last Orgy
Gestapo's Last Orgy (Italiaans: L'ultima orgia del III Reich, let.' Last Orgy of the Third Reich) is een Italiaanse nazi-exploitatiefilm, geregisseerd en mede geschreven door Cesare Canevari uit 1977.

## Synopsis
Lise Cohen zit in een concentratiekamp voor vrouwen waar ze als lustobject voor de nazi's dienen. Het kamp wordt gerund met de ijzeren vuist van de kampcommandant Von Starke en zijn onderofficier Alma. Von Starke raakt gefrustreerd wanneer Lise geen angst toont, en bedenkt wrede experimenten om haar zowel fysiek als psychisch te breken, zonder resultaat. Zodra ze zich realiseert dat haar schuld ongegrond is (Lise dacht namelijk dat ze verantwoordelijk was voor de dood van haar familie) gaat ze zijn spel mee spelen, echter ze is de verschrikkingen nog niet vergeten...

## Rolverdeling
- Daniela Poggi — Lise Cohen (als Daniela Levy)
- Adriano Micantoni — Kampcommandant Conrad von Starke (als Marc Loud)
- Maristella Greco — SS-onderofficier Alma
- Fulvio Ricciardi — Kamparts Koenig
- Antiniska Nemour — Kampgevangene
- Caterina Barbero — Kampgevangene
- Domenico Seren Gay — ? (als Domenico Serengai)
- Vittorio Joderi — Luitenant Reismann
- Pietro Bosco — ?
- Pietro Vial — ?